# Grand Prix automobile d'Azerbaïdjan
Le Grand Prix automobile d'Azerbaïdjan est une épreuve automobile qui compte pour le championnat du monde de Formule 1 depuis 2017 sur le circuit urbain de Bakou.

## Historique
En 2016, la Formule 1 arrive à Bakou, capitale de l'Azerbaïdjan, pour disputer le Grand Prix d'Europe 2016, ainsi dénommé pour des raisons politiques d'ouverture au continent européen.
Après le succès de la première édition, les organisateurs décident de le renommer Grand Prix d'Azerbaïdjan, pour « positionner l'Azerbaïdjan en Europe et démontrer leur volonté d'ouverture aux visiteurs étrangers ». La première édition du Grand Prix d'Azerbaïdjan est remportée par l'Australien Daniel Ricciardo sur Red Bull-TAG Heuer,.

## Palmarès

### Par années
| Année | Vainqueur                                 | Écurie                                    | Circuit                                   | Résultats                                 |
| ----- | ----------------------------------------- | ----------------------------------------- | ----------------------------------------- | ----------------------------------------- |
| 2017  | Daniel Ricciardo                          | Red Bull-TAG Heuer                        | Bakou                                     | Résultats                                 |
| 2018  | Lewis Hamilton                            | Mercedes                                  | Bakou                                     | Résultats                                 |
| 2019  | Valtteri Bottas                           | Mercedes                                  | Bakou                                     | Résultats                                 |
| 2020  | Annulé à cause de la pandémie de Covid-19 | Annulé à cause de la pandémie de Covid-19 | Annulé à cause de la pandémie de Covid-19 | Annulé à cause de la pandémie de Covid-19 |
| 2021  | Sergio Pérez                              | Red Bull-Honda                            | Bakou                                     | Résultats                                 |
| 2022  | Max Verstappen                            | Red Bull                                  | Bakou                                     | Résultats                                 |
| 2023  | Sergio Pérez                              | Red Bull-Honda RBPT                       | Bakou                                     | Résultats                                 |
| 2024  | Oscar Piastri                             | McLaren-Mercedes                          | Bakou                                     | Résultats                                 |

### Classement des pilotes par nombre de victoires
| Nombre de victoires | Pilote           | Années        |
| ------------------- | ---------------- | ------------- |
| 2                   | Sergio Pérez     | - 2021 - 2023 |
| 1                   | Daniel Ricciardo | 2017          |
| 1                   | Lewis Hamilton   | 2018          |
| 1                   | Valtteri Bottas  | 2019          |
| 1                   | Max Verstappen   | 2022          |
| 1                   | Oscar Piastri    | 2024          |

### Classement des écuries par nombre de victoires
| Nombre de victoires | Écurie   | Années                      |
| ------------------- | -------- | --------------------------- |
| 4                   | Red Bull | - 2017 - 2021 - 2022 - 2023 |
| 2                   | Mercedes | - 2018 - 2019               |
| 1                   | McLaren  | - 2024                      |

## Record de la piste
Charles Leclerc : 1 min 40 s 203 (2023, Scuderia Ferrari)